# Charles François de Boufflers-Remiencourt
Charles François de Boufflers (~ 19. November 1680; † 18. November 1743 in Paris), genannt le Marquis de Remiencourt, Comte de Boufflers, war ein französischer Adliger und Militär, der den Rang eines Lieutenant-général erreichte.

## Leben
Charles François de Boufflers war der älteste Sohn von Charles (II.) de Boufflers († nach 1697), Seigneur de Remiencourt, de Dommartin etc., und Marie du Bos de Drancourt, Demoiselle du Hurt.
Er begann seine militärische Laufbahn 1696 bei den Musketieren, mit denen er in diesem und im folgenden Jahr an den Flandernfeldzügen teilnahm. Am 15. April 1699 wurde er zum Lieutenant réformé im Régiment du Roi ernannt, am 15. August 1700 zum Enseige im Régiment des Gardes françaises. 1701 dient er in Flandern, am 13. Oktober des Jahres wurde er als Enseigne in eine Grenadier-Kompanie versetzt. 1702 kämpfte er in den Niederlanden.
Am 20. September 1702 wurde er Colonel eines Infanterieregiments seines Namens, an dessen Spitze er 1705 in der Flandern-Armee sowie 1708 bei der Verteidigung von Lille kämpfte, wobei er am 12. Oktober bei einem Ausfall verwundet wurde. Am 12. November 1708 wurde er zum Brigadier ernannt. Ab 18. Juni 1709 diente er wieder in der Flandern-Armee und kämpfte am 11. Oktober 1709 in der Schlacht bei Malplaquet.
Ab 21. Januar 1710 kommandierte er das Régiment de Barrois (und gab dafür das Regiment seines Namens auf) bei den Grenztruppen der Dauphiné unter Marschall Berwick. Ab 2. Mai 1711 war er erneut der Flandern-Armee zugeordnet und kämpfte beim Angriff auf Arleux. Ab 29. Oktober 1711 war er in Cambrai stationiert. 1712 nahm er an den Eroberungen von Douai, Le Quesnoy und Bouchain teil. Ab 14. November 1713 kommandierte er das 11e Régiment d’infanterie de France (und gab dafür das Régiment de Barrois auf), mit dem er an der Belagerung von Freiburg im Breisgau teilnahm.
Am 8. März 1718 wurde er zum Maréchal de camp ernannt, am 15. Februar 1732 zum Lieutenant-général des Armées du Roi, diente aber nicht mehr in diesem Rang. Am 7. Mai 1743 wurde er Kommandeur im Ordre royal et militaire de Saint-Louis.

## Ehe und Familie
Charles François de Boufflers heiratete per Ehevertrag vom 18. September 1713 Louise Antoinette Charlotte de Boufflers, seine Kusine, Tochter von Louis-François de Boufflers, Duc de Boufflers, Pair und Marschall von Frankreich, und Catherine Charlotte de Gramont. Ihre Kinder waren:
- Louis-François de Boufflers, * 22. November 1714, † 2. Februar 1752[2], Marquis de Remiencourt, 1748 Maréchal de Camp; ⚭ 19. April 1735 Marie Françoise Catherine de Beauvau-Craon, * 1711, † 1787, genannt Dame de Volupté, Mätresse des Königs Stanislas Leszczynski und des Autors Jean-François de Saint-Lambert, Tochter von Marc de Beauvau, genannt Prince de Craon, Conseiller d’État, und Marguerite de Ligniville
- Catherine Charlotte de Boufflers, * 28. Juni 1716, † September 1721
- Augustin Maurice, * 24. Februar 1719, † 6. März 1719
- Charles Louis Honoré Victoire, * 13. Dezember 1722, † 30. Oktober 1724
- Marie Joséphine, * 30. März 1724, † 9. September 1742; ⚭ 29. Januar 1742 François Philippe, Marquis de Marmier
- Marie Louise de Boufflers, * 27. September 1725; ⚭ 15. Februar 1744 Louis, Comte d’Astorg, Seigneur d’Aubarède, de Barbasan, de La Pérouse et de Montaigu en Gascogne, genannt le Comte de Roquepine
- Marie Cécile de Boufflers, * 22. November 1726; ⚭ 25. Mai 1744[3] Louis Henri d’Aubigné, genannt le Marquis d’Aubigné, Comte d’Aubigné, Marquis de Villandry et de Savonnières, Sohn von Louis François d’Aubigné und Henriette Marguerite Le Breton des Vilandry
- Vincent Dominique Régis de Boufflers, * 1730, X 27. Juni 1743 in der Schlacht bei Dettingen